# Last Resort (песня)
«Last Resort» (с англ. — «Последний шанс») — песня американской калифорнийской рок-группы Papa Roach, а также первый сингл со студийного альбома Infest. Сингл выпущен 18 сентября 2000 года под мейджор-лейблом DreamWorks.
Сингл занял 57-е место в Billboard Hot 100. Он также возглавил чарт Billboard Modern Rock Tracks в течение семи недель и вошёл в десятку лучших в Австрии, Германии, Португалии и Великобритании.

## Фон, запись и текст
Песня Last Resort о самоубийстве. В интервью Songfacts басист Papa Roach Тобин Эсперанс рассказал о песне и её тексте:
Я думаю, что текст был во многом связан с этим. Потому что изначально песня была о нашем друге, с которым мы выросли, и он переживал тяжёлые времена в своей жизни. И в этом был элемент самоубийства, точно так же, как взросление, борьба за жизнь и вопросы о том, хотите ли вы продолжать жить или нет, и я думаю, что многие люди связаны с этим. Для детей, которые также пережили такие чувства, эти виды эмоций, лирика действительно помогла соединиться с этой песней.
Вокалист Papa Roach Джекоби Шэддикс назвал песню «криком о помощи». Он также сказал: «Эта песня была об одном из моих лучших друзей, а потом эта песня была и обо мне. Я оказался в том месте, где я был похожей ситуации, я не могу идти по этой дорожке. Я больше не могу это делать. Шэддикс сказал, что Last Resort — это сосед по комнате, который пытался покончить жизнь самоубийством. Затем Шэддикс сказал: «Мы поймали его и отвезли в больницу, и он попал в психиатрическую клинику, а затем он изменился в лучшую сторону. Он на самом деле нашёл Бога через процесс, который был отчасти сумасшедшим. Так что он сейчас, в целом, движется по другому обдуманному направлению, что довольно круто. Я действительно горжусь им за изменения, которые он сделал в своей жизни». Обе группы The Fugees и Wu-Tang Clan повлияли на песню. Хоть и песня не была записана на фортепиано, Тобин Эсперанс изначально исполнил её на ней. Бас-гитарист Papa Roach Тобин Эсперанс сказал: «На самом деле эта песня была исполнена мною на фортепиано, а потом я просто исполнил её на гитаре».
Говоря о создании и вдохновении песни, Эсперанс сказал:
Ну, конечно, в то время мы слушали много Wu Tang Clan, много хип-хопа, много The Fugees и много хип-хопа на Восточном побережье, и мы пробовали классическую музыку за простым карманом. Я играл кое-что на пианино, и вошёл Джейкоби и начал разбрасывать его. И мы просто сделали наше типичное микширование в стиле фанк-хип-хоп с оттенком панк-рока. И эта песня просто так сошлась. Джекоби сказал: «Это крутой рифф, продолжай играть в эту лапшу» мы называли это лапшой. Мы делали это снова и снова, и Джекоби вкладывал в неё свои тексты, и песня просто превращалась в то, что есть сейчас. Я думал, что это будет огромный, огромный успех, но я думаю, вы никогда ничего не ожидаете, правда, когда вы только начинаете.

## Коммерческий успех
Песня Last Resort добилась мейнстримного успеха, достигнув пика номер один в чарте Modern Rock Tracks в августе 2000 года, номер 56 в чарте Radio Songs в сентябре 2000 года и номер 57 в Billboard Hot 100 график в декабре 2000 года. Популярность Last Resort помогла альбому Papa Roach Infest получить 3x платиновый сертификат по версии (RIAA) в июле 2001 года.

## Заимствования
Группу часто обвиняют в заимствовании проигрыша песни у Iron Maiden из композиции «Genghis Khan»

В 2001 году гитарист группы Metallica в интервью журналу Playboy упомянул: 
Многие команды просто нагло сдирают у других. Например, главный рифф песни “Last Resort” группы Papa Roach содран из композиции Iron Maiden “Hallowed By The Name”.. 
В дальнейшем вопрос о заимствовании задавали и автору композиции. На это он ответил следующее: 
Мы получили солидную порцию критики. Некоторые люди говорили: «О, вы сперли этот основной рифф у Iron Maiden «Genghis Khan». При всем уважении, но в том возрасте я совсем не был фанатом Iron Maiden. Я по-настоящему проникся ими только в 2004 году. После концерта в Канаде, на который меня позвали ребята из нашей концертной команды, которые обожали их. И я тоже влюбился в их музыку. А потом переслушал «Last Resort» и подумал: «Твою мать, реально звучит как рифф Iron Maiden! Только послушайте! Ха-ха-ха!»

## Видеоклип
Клип был снят Маркосом Сигой. В видеоклипе группа выступает на полу в окружении фанатов. На протяжении всего видео камера фокусируется на некоторых фанатах возле сцены и показывает их в местах, которые кажутся их комнатами. В своих комнатах они, судя по всему, находятся в депрессии. Хотя, по-видимому, утверждалось, что это должно показать, как люди могут выглядеть не в депрессии, но все же, цель была в большей степени показать, как людей забирают из того места, где они не хотят быть, туда, где они находились — от одинокого отчаяния. на рок-шоу, где они могли бы повеселиться со своими друзьями. Есть много постеров для радиостанции 98 Rock. Это рок-станция из Сакраменто (Калифорния), что группа кредитов на прыжок, начиная свою карьеру. В буклете альбома Infest благодарность ди-джеям радиостанции. Около пятисот человек, включая местных фанатов, пришли на съемки музыкального клипа для «Last Resort».
В версии MuchMusic, которая использует радиоредактор, слово «fuck» полностью удалено без замены. В версиях MTV и Vevo слова «порез», «кровотечение», «смерть», «жизнь» (из строки «если я сегодня вечером покончу с собой») и «самоубийство» также были отключены. После первоначального показа видео по телевидению некоторые сети зашли так далеко, что дополнительно подвергли цензуре такие слова, как «удушение», и даже название самой песни.

## Список композиций
| №  | Название                       | Длительность |
| -- | ------------------------------ | ------------ |
| 1. | «Last Resort» (LP version)     | 3:19         |
| 2. | «Legacy» (clean album version) | 3:04         |
| 3. | «Dead Cell» (live)             |              |
| 4. | «Infest» (LP version)          | 4:09         |

| №  | Название                                     | Длительность |
| -- | -------------------------------------------- | ------------ |
| 1. | «Last Resort»                                | 3:20         |
| 2. | «Broken Home» (Live Radio 1 Evening Session) | 3:46         |
| 3. | «Dead Cell» (Live Radio 1 Evening Session)   | 3:08         |
| 4. | «Last Resort» (CD-ROM)                       |              |

| №  | Название                                                    | Длительность |
| -- | ----------------------------------------------------------- | ------------ |
| 1. | «Last Resort»                                               | 3:20         |
| 2. | «Last Resort» (Live Radio 1 Evening Session)                | 3:22         |
| 3. | «Between Angels and Insects» (Live Radio 1 Evening Session) | 4:21         |

| №  | Название                      | Длительность |
| -- | ----------------------------- | ------------ |
| 1. | «Last Resort» (clean version) | 3:19         |
| 2. | «Last Resort» (LP version)    | 3:19         |

## Чарты и сертификации
| Чарт (2000—2001)                      | Номер позиции |
| ------------------------------------- | ------------- |
| Австралия (ARIA)                      | 86            |
| Австрия (Ö3 Austria Top 40)           | 7             |
| Канада (RPM Rock/Alternative)         | 15            |
| Германия (GfK)                        | 4             |
| Ирландия (IRMA)                       | 13            |
| Нидерланды (Dutch Top 40)             | 32            |
| Нидерланды (Single Top 100)           | 32            |
| Portugal (AFP)                        | 6             |
| Шотландия (OCC Scotland)              | 3             |
| Швейцария (Schweizer Hitparade)       | 25            |
| Великобритания (OCC UK Singles)       | 3             |
| Великобритания (OCC UK Rock & Metal)  | 1             |
| US Billboard Hot 100                  | 57            |
| US Mainstream Rock Tracks (Billboard) | 4             |
| US Modern Rock Tracks (Billboard)     | 1             |

### Чарты конца года
| Чарт (2000)                      | Позиция |
| -------------------------------- | ------- |
| Germany (Official German Charts) | 47      |

| Чарт (2001)                          | Позиция |
| ------------------------------------ | ------- |
| Ирландия (IRMA)                      | 92      |
| UK Singles (Official Charts Company) | 95      |

### Сертификации
| Регион | Сертификация  | Продажи   |
| --- | ------------- | --------- |
| Дания (IFPI Danmark) | Золотой       | 45 000    |
| Германия (BVMI) | Платиновый    | 500 000   |
| Великобритания (BPI) | 2× Платиновый | 1 200 000 |
| ^ Данные о тиражах приведены только на основе сертификации. · Данные о продажах + прослушиваниях приведены только на основе сертификации. |               |           |